# Гаккель, Яков Модестович
Я́ков Моде́стович Га́ккель (30 апреля [12 мая] 1874, Иркутск — 12 декабря 1945, Ленинград) — русский и советский инженер-изобретатель, внёсший значительный вклад в развитие отечественного самолёто- и тепловозостроения первой половины XX века, автор многих научных работ и изобретений, учёный-электротехник. Заслуженный деятель науки и техники РСФСР (1940).

## Биография
Родился 30 апреля (12 мая) 1874 года в Иркутске в семье военного инженера, генерал-майора Модеста Васильевича Гаккеля (1839—1909).
Учился в Санкт-Петербурге, сначала окончил Первое реальное училище (1893), затем поступил в Петербургский электротехнический институт. Незадолго до окончания, в 1896 году, был арестован по делу Лахтинской народовольческой типографии и приговорён к пяти годам ссылки. Однако ему было позволено окончить институт в 1897 году (телеграфным техником 1-го разряда), после чего он был выслан в Пермь, где занимался проверкой смет и отчётов; в декабре 1897 года переведён в Златоуст, где наблюдал за линией Самара—Омск; летом 1898 года ремонтировал линии Екатеринбург—Уфалей, Екатеринбург—Сысерть. В декабре 1898 года оказался на Ленских приисках близ Бодайбо, принимал участие в достройке, а затем эксплуатации гидроэлектростанции с напором 33 м и прокладке от неё до приисков первой в России высоковольтной линии электропередачи. Наибольшие трудности доставляло там обеспечение водой для зимней работы гидроэлектростанции при сильных морозах.
В 1903 году Гаккель вернулся в Петербург, где в 1904 году начал проводить практические занятия со студентами в лабораториях профессора П. Д. Войнаровского в Электротехническом институте. В 1904 году занял должность инженера отдела электрических сооружений Акционерного общества Вестингауз; участвовал в проектировании и строительстве электрических трамвайных сетей. На полученную за это от общества Вестингауз премию в 1909 году начал разрабатывать первый самолёт («Гаккель-I»). В этом же году совместно с Щетининым основал первое в России авиастроительное предприятие — Первое российское товарищество воздухоплавания «С. С. Щетинин».
Всего до 1924 года он спроектировал около полутора десятков самолётов, десять из которых были построены. Его аэропланы различной конструкции (среди которых был первый в России самолёт-амфибия) принимали участие в выставках, устанавливали рекорды, однако не строились промышленными сериями. Отсутствие заказов привело к тому, что в 1912 году конструктор был вынужден отказаться от активной деятельности в области авиации, хотя занимался разработкой новых самолётов и позднее. Представленные им в начале 1920-х годов проекты не были реализованы из-за нехватки средств в условиях разрухи после Гражданской войны.
С 1921 года был профессором кафедры электрической тяги Ленинградского электротехнического института.
В 1920-х годах Гаккель начал заниматься тепловозостроением, и 5 августа 1924 года на пути Балтийского судостроительного завода вышел построенный по его проекту тепловоз ЩЭЛ1, один из первых в мире. Разработка новых типов тепловозов продолжалась под руководством Гаккеля в Тепловозном бюро Теплотехнического института Научно-технического управления ВСНХ СССР. В 1934 году Гаккель также сконструировал паровой трактор; разработанная им паровая установка использовалась также на речных катерах.
Преподавал в Московском теплотехническом институте, а с 1936 года — в Ленинградском институте инженеров железнодорожного транспорта.
В 1926—1940 годах жил на набережной Фонтанки в доме № 24.
Умер 12 декабря 1945 года в Ленинграде; похоронен на Литераторских мостках.

## Наиболее известные разработки

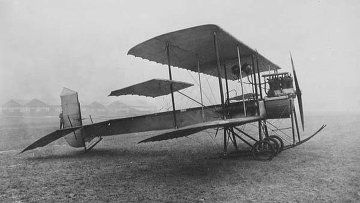
Самолет «Гаккель-VII»

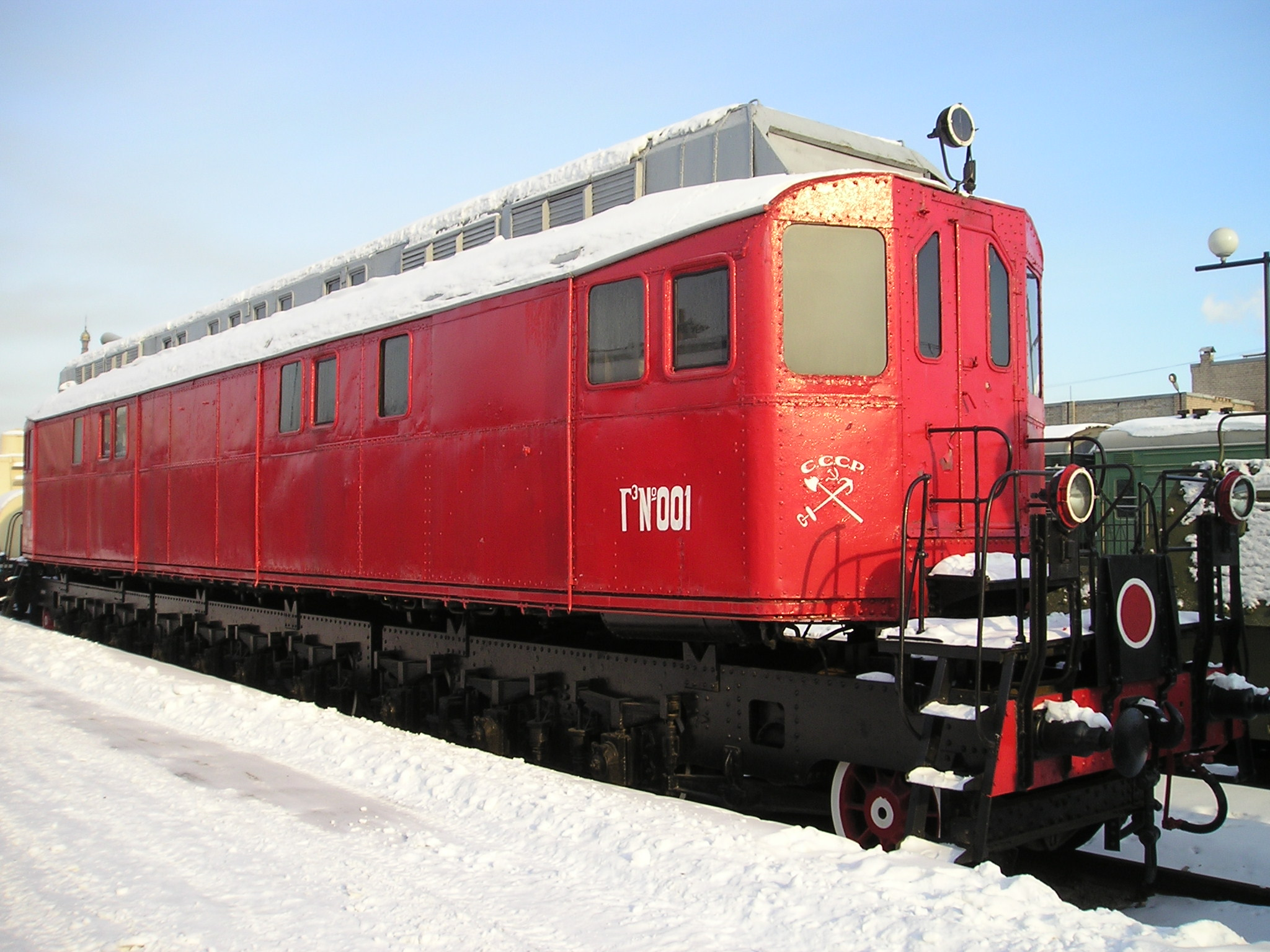
Тепловоз Щ^{эл}1 в музее на Варшавском вокзале Петербурга

Самолёты (1909—1912 годы):

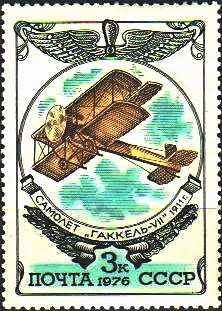
Самолёт Гаккель-VII (1911) на почтовой марке

- Самолёт Гаккель-VII (1911) на почтовой маркеБиплан «Гаккель-III» с двигателем воздушного охлаждения мощностью 35 л. с., вместо открытой фермы имел фюзеляж. 5 или 6 июня 1910 года (18 или 19 июня по новому стилю)[7][8][9] его 200-метровый полёт был официально зафиксирован как один из первых полётов аэроплана русской конструкции.
- Одностоечный биплан «Гаккель-IV» с двигателем мощностью 100 л. с.
- Первый в России гидросамолёт-амфибия «Гаккель-V» (1911 год); не летал, но на 1-й международной воздухоплавательной выставке в Петербурге в 1910/11 году получил серебряную медаль.
- «Гаккель-VII» — 504 кг, двигатель «Аргус» 80—100 л. с. В июле 1911 года лётчик Алехнович совершил перелёт на этом самолёте по маршруту Петербург—Царское Село—Петербург со скоростью 92 км/ч; на втором экземпляре этого самолёта, получившем в 1912 году на 2-й международной воздухоплавательной выставке в Москве Большую золотую медаль, Алехнович установил национальный рекорд высоты того времени — 1350 метров.
- Первый в мире подкосный моноплан «Гаккель-IX». Почта СССР в 1976 году выпустила почтовые марки с изображением самолётов «Гаккель-VII» и «Гаккель-IX».

Железнодорожная техника:
- Тепловоз ГЭЛ1 (позже ЩЭЛ1) — один из двух первых в мире магистральных (1924 год).

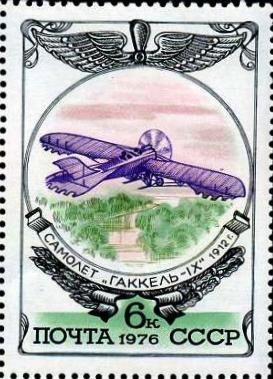
Самолёт Гаккель-IX (1912) на почтовой марке

- Двухвагонная автомотриса АП-1.

## Награды и звания

Мемориальная доска в честь Я. М. Гаккеля

Профессор (1921), Заслуженный деятель науки и техники РСФСР (1940), награждён орденом Трудового Красного Знамени, медалями.

## Память
- Именем Я. М. Гаккеля в 1988 году названа улица в Приморском районе Ленинграда — Гаккелевская.
- На здании Ленинградского института инженеров железнодорожного транспорта в его честь установлена мемориальная доска.
- СПГ-танкер ледового класса Arc7 «Яков Гаккель»[10].

## Семья
1-я жена — Евдокия Ивановна, урождённая Кулебякина. Их дети:
- Нина Яковлевна Гаккель (Торопова) (1897—1942)
- Василий Яковлевич Гаккель (1899—1947)
- Яков (1901—1965), советский океанограф и гидролог; его сын — Всеволод (род. 1953), музыкант, в 1975—1991 годах участвовал в группе «Аквариум».

2-я жена (официально с 1912 года) — Ольга Глебовна, урождённая Успенская, дочь писателя Г. И. Успенского. Их дети:
- Екатерина (1903—1984), одна из первых женщин, удостоенных учёного звания профессора технической кафедры, крупный специалист в области автоматики локомотивов, почётный профессор Ленинградского института инженеров железнодорожного транспорта. Профессор кафедры локомотивов и локомотивного хозяйства, доктор технических наук, автор и редактор множества трудов по конструкции локомотивов.